# San Francisco Coacalco

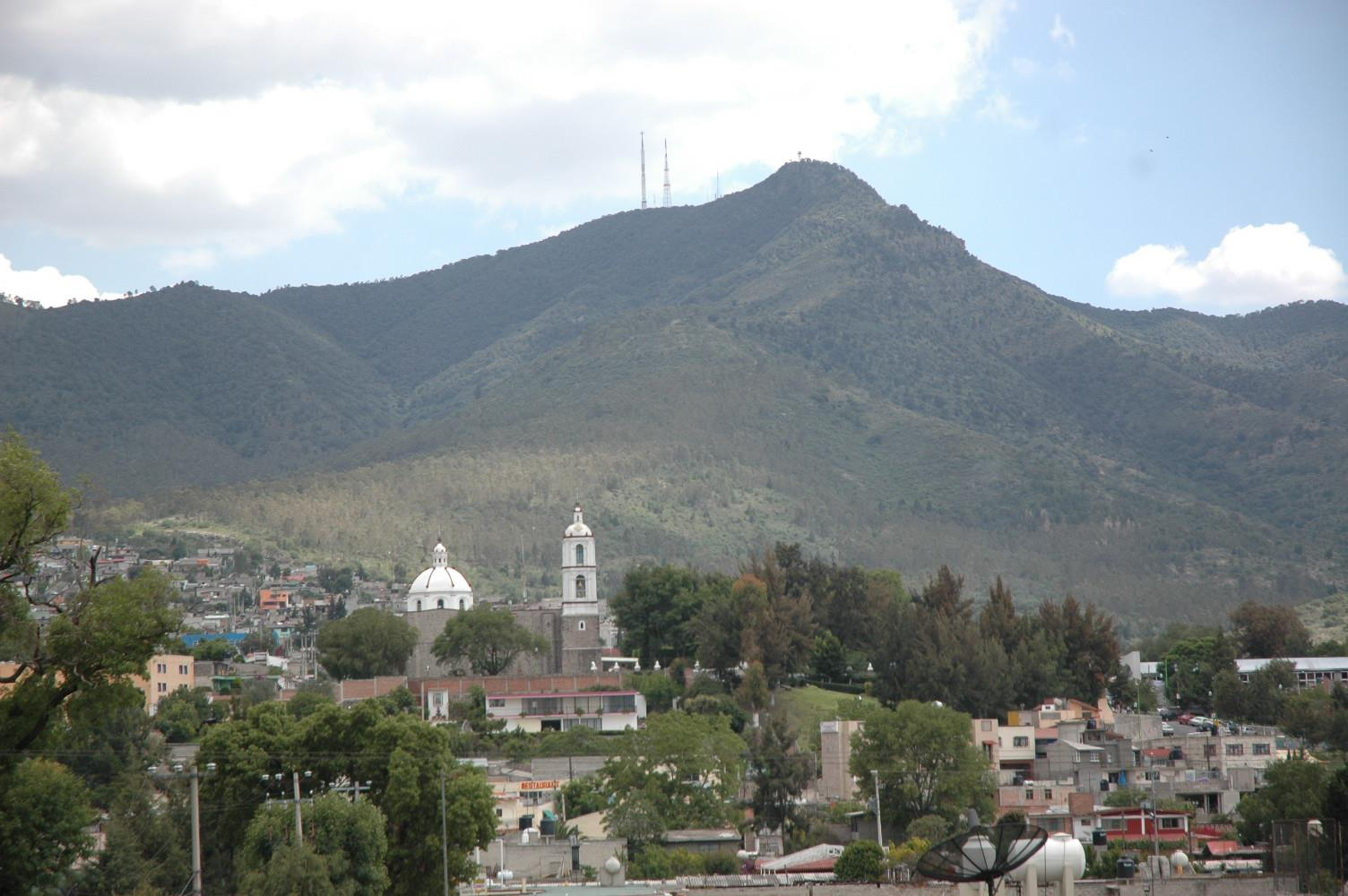
San Francisco Coacalco (2013)

San Francisco Coacalco ist eine Stadt in Mexiko und der Hauptort der Municipio Coacalco de Berriozábal im Bundesstaat México. Sie befindet sich im nordöstlichen Teil des Bundesstaates, nördlich des Distrito Federal im Gebiet der Zona Metropolitana del Valle de México.
Der Name Coacalco stammt aus der Sprache Nahuatl und bedeutet „Ort des Schlangenhauses“. Coacalco wurde 1320 zum ersten Mal erwähnt. In den 1970er Jahren wuchs Coacalco mit der immer größer werdenden Stadt Mexiko-Stadt zusammen.

## Bevölkerung
Bei der Volkszählung 2010 hatte die Stadt eine Einwohnerzahl von 277.959. Die Alphabetisierung (Lesefähigkeit) lag bei 99 % der Bevölkerung. 85,0 % der Bevölkerung waren Katholiken, 9,0 % waren Protestanten und 5,7 % hatten keine Religion.

### Bevölkerungsentwicklung
| Jahr | Einwohnerzahl |
| ---- | ------------- |
| 1990 | 151.255       |
| 2000 | 252.291       |
| 2005 | 285.822       |
| 2010 | 277.959       |
| 2015 | 295.200       |

## Wirtschaft
Die Wirtschaft von Coacalco hat sich in den letzten dreißig Jahren verändert. Die Region wurde von einem hauptsächlich landwirtschaftlichen und ländlichen Gebiet zu einem städtischen Industriegebiet. Gegenwärtig ist das Municipio und die Stadt einer der wichtigsten Wirtschaftsstandorte im Norden der Metropolregion Mexiko-Stadt. Laut dem Human Development Index (HDI) von 2005 in Mexiko wurde Coacalco zu den 10 besten Wohnorten des Landes gezählt.